# Далгиев, Хамзат
Хамзат Далгиев (Долгиев) (род. 6 июля 1992, Назрань, Чечено-Ингушская АССР) — российский боец смешанных единоборств ингушского происхождения, призёр Кубка мира по боевому самбо, призёр чемпионата России по АРБ, мастер спорта России по дзюдо. Бывший чемпион M-1 в полулёгком весе.

## Биография
Начал свою профессиональную карьеру в 2014 году. Принимал участие в турнирах таких промоушенов как M-1 Global, ACB.
24 ноября 2017 года на M-1 Challenge 86 «Битва Нартов» не оставил шанса действующему чемпиону словаку Ивану Бухингеру (32-5). Атаковавший с первых секунд Хамзат Далгиев отправил соперника в нокаут уже на второй минуте первого раунда и стал чемпионом M-1 в полулёгком весе.
21 июля 2018 года на турнире М-1 Challenge 95 «Битва в горах 7» проиграл Нейту Ландверу техническим нокаутом во втором раунде и потерял титул чемпиона M-1.
15 декабря 2018 года на турнире M-1 Challenge 100 «Battle in Atyrau» провёл бой в легком весе против бойца из кыргызстана Баямана Нурмамата, Далгиев одержал победу нокаутом в первом раунде.

## Титулы
- M-1 Global
  - Чемпион M-1 в полулегком весе (один раз)[1]

## Статистика боёв
| Боёв 15  | Побед 11 | Поражений 4 |
| -------- | -------- | ----------- |
| Нокаутом | 4        | 2           |
| Сдачей   | 5        | 2           |
| Решением | 2        | 0           |

| Результат | Рекорд | Соперник             | Способ                         | Турнир                                       | Дата                 | Раунд | Время | Место                     | Примечание                                    |
| --------- | ------ | -------------------- | ------------------------------ | -------------------------------------------- | -------------------- | ----- | ----- | ------------------------- | --------------------------------------------- |
| Поражение | 11-4   | Серикбай Ходжабаев   | Сабмишном (удушение сзади)     | NFC 33 Naiza Fighter Championship 33         | 27 августа 2021      | 3     | 0:00  | Алматы, Казахстан         |                                               |
| Поражение | 11-3   | Мичел Сильва         | Технический нокаут (удары)     | M-1 Challenge 105: Реттингхауз - Морозов     | 19 октября 2019      | 1     | 1:48  | Нур-Султан, Казахстан     |                                               |
| Победа    | 11-2   | Баяман Нурмамат      | Нокаутом (удар)                | M-1 Challenge 100 Battle in Atyrau           | 15 декабря 2018      | 1     | 4:38  | Атырау, Казахстан         | Бой в лёгком весе                             |
| Поражение | 10-2   | Нэйт Ландвер         | Технический нокаут (удары)     | M-1 Challenge 95 Battle in the Mountains 7   | 21 июля 2018         | 2     | 4:35  | Таргим, Россия            | Потерял титул чемпиона M-1 в полулёгком весе  |
| Победа    | 10-1   | Иван Бухингер        | Нокаутом (удары)               | M-1 Challenge 86 Buchinger vs. Dalgiev       | 24 ноября 2017 года  | 1     | 2:35  | Россия, Назрань           | Завоевал титул чемпиона M-1 в полулёгком весе |
| Победа    | 9-1    | Драган Пешич         | Сабмишном (скручивание пятки)  | M-1 Challenge79 Shlemenko vs. Halsey 2       | 1 июня 2017 года     | 1     | 3:18  | Россия, Санкт-Петербург   |                                               |
| Победа    | 8-1    | Кристиан Холли       | Сдача (удушение сзади)         | M-1 Challenge 73 — Battle of Narts           | 9 декабря 2016 года  | 2     | 3:14  | Россия, Назрань           |                                               |
| Победа    | 7-1    | Дмитрий Коробейников | Сдача                          | ACB 42 — Young Eagles 11                     | 10 августа 2016 года | 1     | 3:04  | Россия, Волгоград         |                                               |
| Победа    | 6-1    | Ронни Гомес          | Технический нокаут (удары)     | M-1 Challenge 69 — Battle in the Mountains 5 | 16 июля 2016 года    | 1     | 2:28  | Россия, Ингушетия, Таргим |                                               |
| Победа    | 5-1    | Артур Кащеев         | Технический нокаут (удары)     | M-1 Global — Road to M-1: Battle in Nazran 3 | 7 мая 2016 года      | 1     | 1:12  | Россия, Грозный           |                                               |
| Победа    | 4-1    | Валерий Грицунин     | Единогласное решение           | ACB 30 — Young Eagles 5                      | 20 февраля 2016 года | 3     | 5:00  | Россия, Грозный           |                                               |
| Победа    | 3-1    | Ахьед Назаров        | Раздельное решение             | M-1 Challenge 58 — Battle in the Mountains 4 | 6 июня 2015 года     | 2     | 5:00  | Россия, Ингушетия         |                                               |
| Победа    | 2-1    | Кирилл Комаров       | Сдача (удушение сзади)         | Oplot Challenge 104                          | 8 ноября 2014 года   | 3     | 4:41  | Россия, Таргим            |                                               |
| Победа    | 1-1    | Дмитрий Ермолаев     | Сдача (удушение сзади)         | M-1 Challenge 52, Битва нартов               | 17 октября 2014 года | 2     |       | Россия, Назрань           |                                               |
| Поражение | 0-1    | Олег Багов           | Сдача (удушение треугольником) | M-1 Challenge 49, Битва в горах              | 7 июня 2014 года     | 1     | 0:53  | Россия, Таргим            |                                               |